# Mühlthal (Valley)
Mühlthal ist ein Ortsteil der oberbayerischen Gemeinde Valley im Landkreis Miesbach.

## Lage
Der Weiler liegt im Mangfalltal am linken Ufer der Mangfall unterhalb des Ortsteils Mitterdarching auf einer Höhe von etwa 608 m ü. NHN. Die Einöden Weiglmühle und Maxlmühle, die keine amtlich benannten Gemeindeteile sind, werden auch zu Mühlthal gezählt.   
Etwa 1 Kilometer südwestlich des Weilers liegt Weyarn. Die Staatsstraße 2073 verläuft von Weyarn durch Mühlthal nach Mitterdarching. Nördlich von Mühlthal überquert die Bundesautobahn 8 das Mangfalltal über die Mangfallbrücke.  

## Geschichte
Der Weiler bildete sich um eine im Tal liegende Mühle, woraus sich auch der Name des Ortes ableitet. 1871 hatte Mühlthal 70 Einwohner. Die Einwohnerzahl stieg bis 1950 auf 151 und sank dann bis 1987 auf 41. 1987 hatte der Weiler 18 Wohnungen in 12 Gebäuden.
Mühlthal spielte eine wichtige Rolle bei der Umstellung der Wasserversorgung Münchens auf Quellwasser aus dem Mangfalltal. Hier wurden von 1881 bis 1883 die ersten Hangquellen gefasst. Daran erinnert ein Obelisk mit Gedenktafel an der ursprünglichen Quelle des Kasperlbachs. 

## Beschreibung
Der Hauptteil des Weilers liegt in einem etwa 250 Meter langen und maximal 150 Meter breiten Bereich zwischen der Mangfall und der Staatsstraße 2073. Das größte Bauwerk des Orts ist die ehemalige Bruckmühle, die in ein Hotel umgewandelt wurde.  
Weitere ehemalige Mühlen sind die etwa 500 Meter flussabwärts (= nördlich) gelegene Weiglmühle und die etwa 1,5 Kilometer flussabwärts gelegene Maxlmühle, die als Gaststätte dient. Bei der Maxlmühle stehen ein ehemaliges Elektrizitätswerk, das 1895 nach Plänen von Oskar von Miller errichtet wurde, und das Wasserschloss Maxlmühle, ein im Jugendstil errichtetes Zugangsgebäude zu einem Verteilungsschacht der Münchner Wasserversorgung. 
Der Obelisk am Kasperlbach und das Wasserschloss Maxlmühle sind Stationen auf dem M-Wasserweg, einem thematisch der Münchner Wasserversorgung gewidmeten Radwanderweg.